# Michael Perryman
Michael Perryman es un astrónomo británico, que participó activamente en las misiones de la Agencia Espacial Europea (ESA),  Hipparcos y Gaia. 

## Resumen
Nació en la ciudad de Luton, al sur de Inglaterra, el 21 de septiembre de 1954.
Estudió física teórica en la Universidad de Cambridge y obtuvo un doctorado en el Laboratorio Cavendish de Cambridge en 1979. Luego, se unió a la Agencia Espacial Europea (ESA) en 1980 y ejerció como científico de proyectos en la agencia entre 1981 y 1997, además de ser director de proyectos durante las operaciones de satélites entre 1989 y 1993.

## Misiones espaciales

### Telescopio espacial Hipparcos
Perryman lideró el proyecto del telescopio espacial Hipparcos como científico de la misión entre 1981 y 1997. También, asumió el liderazgo luego de que Hipparcos no lograra alcanzar su órbita geoestacionaria objetivo, aunque finalmente se lograron todos e incluso más de sus objetivos científicos originales.

### Telescopio espacial Gaia
Junto con el astrónomo sueco Lennart Lindegren, en 1993, propuso una misión astrométrica más ambiciosa aprovechando los avances tecnológicos, como los CCD (no disponibles con el telescopio espacial Hipparcos) y los grandes espejos ligeros. Luego, en 1995, Perryman fue nombrado como científico investigador para el nuevo concepto de misión, denominado como Gaia. En octubre de 2000, el Comité del Proyecto Científico de la ESA aprobó la misión y la calificó como 'fundamental', nombrado a Perryman como científico jefe del proyecto. 
Dirigió el proyecto Gaia hasta la revisión crítica de diseño en 2008, estableciendo el concepto de carga útil, la viabilidad técnica, los principios operativos y de análisis de datos, su estructura organizativa y coordinando su caso científico, lo que llega a su lanzamiento exitoso el 19 de diciembre de 2013.

## Vida laboral
Entre 1993 y 2009 fue profesor de astronomía en la Universidad de Leiden. Ocupó un cargo conjunto en la Universidad de Heidelberg y en el Instituto Max-Planck de Astronomía en 2010 y es profesor adjunto en el University College Dublin en Irlanda desde 2012. También fue profesor invitado del astrónomo polaco Bohdan Paczynski en la Universidad de Princeton en 2013.

## Premios y reconocimientos

### Reconocimientos
Se nombró en su honor al asteroide del cinturón principal 10969 Perryman como reconocimiento a sus contribuciones en el campo de astrometría. 

### Premios
Recibió la Medalla de la Academia de la Real Academia de Artes y Ciencias de los Países Bajos en 1999.
En 2011, se le galardonó con el Premio Tycho Brahe de la Sociedad Astronómica Europea debido a su contribución en el fomento de la astrometría estelar global de alta precisión desde el espacio, especialmente con el desarrollo del telescopio espacial Hipparcos.
Mientras, en 2022, fue premiado junto con Lennart Lindegren con el premio Shaw de Astronomía.